# Hyposmocoma complanella
Hyposmocoma complanella — вид молі. Ендемік гавайського роду Hyposmocoma.

## Поширення
Зустрічається на острові Молокаї.

## Синоніми
- Neelysia complanella (Walsingham, 1907)